# Henriette Bruusgaard
Henriette Bruusgaard (née le 10 janvier 1982 à Oslo), est une actrice et animatrice de télévision norvégienne.

## Biographie
Bruusgaard grandi à Smestad, un quartier d'Oslo. Elle commence sa carrière en 1991 au théâtre, en jouant Pepper dans la comédie musicale Annie, avec comme réalisateur Daniel Bohr. Plus tard, Henriette enchaîne des rôles au théâtre, elle joue notamment Dorothy dans le spectacle musical Le Magicien d'Oz entre 1995 et 1996. En 2002, Bruusgaard devient l'animatrice de la chaîne de télévision norvégienne ZTV Norge. Entre 2004 et 2006, elle a travaillé comme journaliste, reporter et présentatrice pour l'émission « Absolutt underholdning » diffusée sur TV 2.
Henriette a joué le rôle de Camilla dans le film d'horreur Manhunt, en 2008.
Au printemps 2010, elle a présenté une émission de télé-réalité ; Alt for Norge.
En automne 2010, Henriette Bruusgaard anime Hvem kan slå Aamodt & Kjus (émission de télévision également).

## Filmographie
- 2011 : Hjelp, vi er i filmbransjen!
- 2008 : Manhunt (Rovdyr) ; Camilla
- 2007 : God kveld Norge